# Mázlík
Mázlík je stará moravská jednotka objemu užívaná pro kapaliny.

## Hodnota
- jeden mázlík = 3,347 litru = 1/16 měřice